# Agulhas-Nationalpark
Der Agulhas-Nationalpark (englisch Agulhas National Park) liegt am südlichsten Punkt Afrikas, am Kap Agulhas in der Provinz Westkap in Südafrika. Die Parkfläche reicht von Gansbaai im Westen bis nach Struisbaai im Osten, die Länge beträgt 72 km und die Breite variiert von 7 bis 25 km.
Das Gebiet rund um den südlichsten Punkt Afrikas (auch als Agulhasebene bezeichnet) hat vielfältige Natur- und Kultur-Besonderheiten, die den Status als Nationalpark begründen. Der Nationalpark hat internationale Bedeutung durch seine Artenvielfalt, vergleichbar mit dem tropischen Regenwald. Er beheimatet etwa 2000 Arten von heimischen Pflanzen, davon 100 Arten sind endemisch und 110 Arten auf der roten Liste für bedrohte Arten. Das Gebiet ist ein wichtiges Verbreitungsgebiet der Kapflora.
Das mediterrane Klima ist mild, mit einer durchschnittlichen Lufttemperatur von 15 °C, der Jahresniederschlag schwankt zwischen 400 und 600 mm, davon fällt der überwiegende Teil zwischen Mai und September.